# 부산MBC 프로야구

## 주파수 안내
- 부산권 FM 95.9MHz
- 기장 지역 FM 106.5MHz
- 양산 지역 FM 97.7MHz
- AM 1161kHz